# Laberinto (pasatiempo)

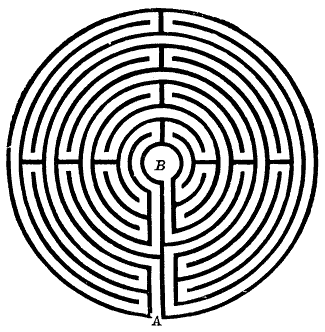
Laberinto clásico.

Un laberinto es un pasatiempo gráfico consistente en trazar una línea desde un punto de origen situado en el exterior de un laberinto a uno de destino situado generalmente en el centro o bien en el lado opuesto. La dificultad consiste en encontrar un camino directo hasta el lugar deseado. El laberinto, por su propia configuración, contiene diferentes vías sin salida (de mayor o menor longitud) y solo un recorrido correcto. Puede adoptar diferentes formas: cuadrado, ovalado, redondo, cuadrangular, etc.
Al ir destinado mayoritariamente a niños, a veces, se propone como una prueba en la que, por ejemplo, un ratón debe alcanzar su queso, representándose el primero en exterior y el queso en el centro del laberinto.

## Galería

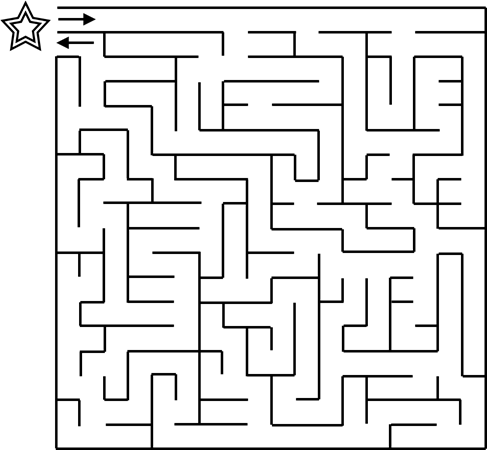
Laberinto estándar: encuentra el camino desde y hasta la estrella.
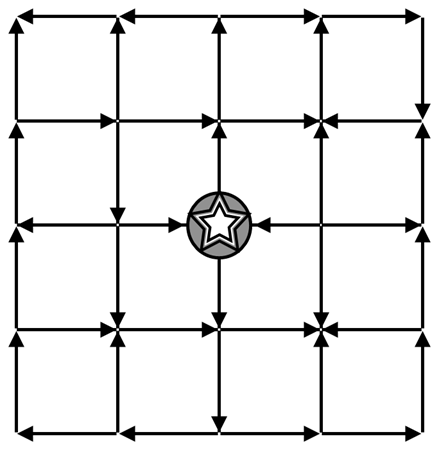
Sigue las flechas desde y hasta la estrella.
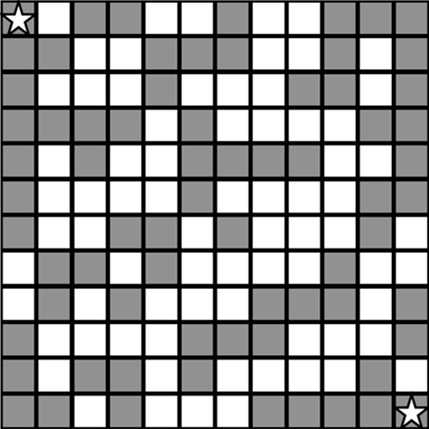
Laberinto de bloques: rellena los bloques para hacer un camino que conecte las estrellas, sin usar diagonales.
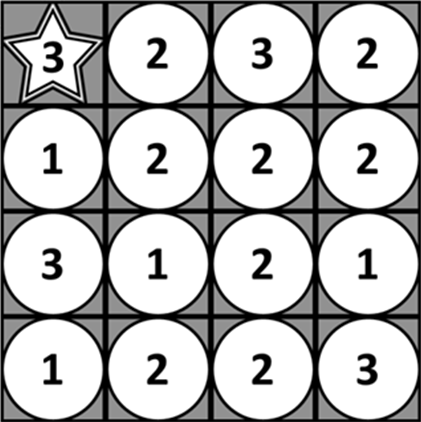
Laberinto de números: salta el número de bloques que indica el número en línea recta para volver a la posición inicial.